# Уайт, Теренс Хэнбери
Те́ренс Хэ́нбери (Ти Эйч) Уайт (англ. Terence Hanbury "T. H." White, 29 мая 1906 — 17 января 1964) — английский писатель, получивший всемирную известность за свои произведения, написанные по мотивам легенд о короле Артуре.

## Биография
Уайт родился в Бомбее, крупнейшем городе Индии. После окончания Куинз-колледжа Кембриджского университета со степенью бакалавра по английскому языку он некоторое время преподавал в английском городе Стоу, до того, как стал профессиональным писателем. Уайт был увлечённым натуралистом, интересовавшимся охотой, рыбалкой, полётами и ястребиной охотой.
Теренс Уайт умер 17 января 1964 года от сердечного приступа на борту судна в Пирее (Афины, Греция), возвращаясь домой на Олдерни (где жил с 1946 г.) после прочтения им курса лекций в США. Он похоронен на Первом Афинском кладбище (англ. First Cemetery of Athens).

## Личность
Был агностиком, всю жизнь испытывал трудности в общении с людьми.
Английская поэтесса и писательница Сильвия Таунсенд Уорнер в предисловии к «Книге Мерлина» Уайта писала о нём: «Будучи свободен от страха перед Богом, он испытывал страх перед родом людским».
Не был женат, из-за чего ряд журналистов и литераторов уже после смерти писателя выдвинули предположение относительно его «нетрадиционной ориентации». Впрочем, его литературный агент опровергал эти заявления, указывая на предвзятость журналистки, которая первой высказала такую гипотезу, и на недостаток фактов, свидетельствовавших в пользу её позиции.

## Творчество
Наибольшую известность Уайту принесло его знаменитое произведение «Король былого и грядущего» (англ. The Once and Future King), серия романов, пересказывающая «Смерть Артура» сэра Томаса Мэлори, являющуюся интерпретацией известной легенды о короле Артуре. В серию входят следующие романы:

### Тетралогия
- «Меч в камне» (англ. The Sword in the Stone, 1938)
- «Царица воздуха и тьмы» (англ. The Queen of Air and Dakness, первое название — «Лесная колдунья», англ. The Witch in the Wood, 1939)
- «Рыцарь, совершивший проступок» (англ. The Ill-Made Knight, 1940)
- «Свеча на ветру» (англ. The Candle in the Wind. Роман написан в начале 1940-х гг., но опубликован только в первом издании тетралогии, 1958)

Посмертно был напечатан пятый том цикла (1942), отвергнутый издателями из-за пацифистских взглядов автора:
- «Книга Мерлина» (англ. The Book of Merlyn, 1977)

Большие фрагменты из «Книги Мерлина» Уайт перенес в первую и четвертую книги «Короля былого и грядущего». Известный бродвейский мюзикл «Камелот» основан на тетралогии Уайта.
Уайт также написал много иных книг (некоторые из них были опубликованы под псевдонимом):
- «Отдохновение миссис Мэшем» (англ. Mistress Mashem’s Repose), в которой маленькая девочка встречает группу лилипутов, живущих недалеко от её дома (как в «Путешествиях Гулливера» Свифта)
- «Хозяин» (англ. The Master, 1958), действие происходит на острове Роколл (скала в Атлантическом океане) Великобритании
- «Ястреб-тетеревятник» (англ. The Goshawk), повесть, посвящённая неудачной попытке Уайта обучить ястреба в традициях разведения и подготовки ловчих птиц
- «Годстоун и Блакимор» (англ. The Godstone and the Blackymor) — книга о путешествиях в Ирландии
- «В Англии мои кости» (англ. The England Have My Bones) — исторический роман
- «Эпоха Скандала» (англ. The Age of Scandal) и «Сплетник» (англ. The Scandalmonger) — сборники эссе об Англии XVIII века.

## В массовой культуре
- В фильме 2003 года «Люди Икс 2» (реж. Брайан Сингер) дважды встречается ссылка на книгу Ти Эйч Уайта «Король былого и грядущего»: сначала герой Иэна Маккеллена Эрик Лэншерр (Магнето) читает роман, находясь под арестом в «пластмассовой» тюрьме, а затем, в конце фильма, герой Патрика Стюарта профессор Чарльз Ксавье спрашивает своих учеников, читали ли они эту книгу.